# Liste der Bodendenkmale in Waldsieversdorf
In der Liste der Bodendenkmale in Waldsieversdorf sind alle Bodendenkmale der brandenburgischen Gemeinde Waldsieversdorf und ihrer Ortsteile aufgelistet. Grundlage ist die Veröffentlichung der Landesdenkmalliste mit dem Stand vom 31. Dezember 2020.
Die Baudenkmale sind in der Liste der Baudenkmale in Waldsieversdorf aufgeführt.

## Bodendenkmale
| Gemarkung                          | Flur    | Kurzansprache | Bodendenkmalnummer | Bemerkung                                                        | Bild |
| ---------------------------------- | ------- | --- | ------------------ | ---------------------------------------------------------------- | ---- |
| Buckow, Waldsieversdorf (Lage)     | 5, 7    | Militärische Anlage Neuzeit | 60585              | siehe auch Liste der Bodendenkmale in Buckow (Märkische Schweiz) |      |
| Buckow, Waldsieversdorf (Lage)     | 6, 3    | Siedlung Bronzezeit | 60634              | siehe auch Liste der Bodendenkmale in Buckow (Märkische Schweiz) |      |
| Buckow, Waldsieversdorf (Lage)     | 6 ,3    | Siedlung Steinzeit, Siedlung Bronzezeit, Siedlung Eisenzeit                                                                                                 | 60841              | siehe auch Liste der Bodendenkmale in Buckow (Märkische Schweiz) |      |
| Münchehofe, Waldsieversdorf (Lage) | 1, 7    | Siedlung Steinzeit | 60767              | siehe auch Liste der Bodendenkmale in Müncheberg                 |      |
| Münchehofe, Waldsieversdorf (Lage) | 1, 7    | Siedlung Urgeschichte | 60769              | siehe auch Liste der Bodendenkmale in Müncheberg                 |      |
| Münchehofe, Waldsieversdorf (Lage) | 1, 7    | Wüstung deutsches Mittelalter, Siedlung slawisches Mittelalter                                                                                              | 60770              | siehe auch Liste der Bodendenkmale in Müncheberg                 |      |
| Waldsieversdorf (Lage)             | 4, 5    | Mühle Neuzeit, Mühle deutsches Mittelalter | 60569              |                                                                  |      |
| Waldsieversdorf (Lage)             | 3       | Burgwall slawisches Mittelalter | 60835              |                                                                  |      |
| Waldsieversdorf (Lage)             | 3       | Siedlung Bronzezeit | 60840              |                                                                  |      |
| Waldsieversdorf (Lage)             | 6       | Siedlung Ur- und Frühgeschichte | 60844              |                                                                  |      |
| Waldsieversdorf (Lage)             | 7       | Siedlung Urgeschichte | 60845              |                                                                  |      |
| Waldsieversdorf (Lage)             | 3, 4, 5 | Siedlung römische Kaiserzeit | 60846              |                                                                  |      |
| Waldsieversdorf (Lage)             | 2       | Siedlung Neuzeit, Siedlung Eisenzeit, Wüstung deutsches Mittelalter, Einzelfund slawisches Mittelalter, Friedhof deutsches Mittelalter, Siedlung Bronzezeit | 60847              |                                                                  |      |